# سیچلاید پوزه آتشی
سیچلاید پوزه آتشی، سیچلاید دهان آتشین ( Thorichthys meeki ) گونه ای از سیچلاید های بومی آمریکای مرکزی است. آنها در رودخانه های شبه جزیره یوکاتان ، مکزیک ، جنوب بلیز و شمال گواتمالا پراکنده اند.

## همچنین ببینید
- لیست گونه های ماهی آکواریومی آب شیرین